# 昔格納克
昔格納克，是中亞一個古老城市，位於塞蘭和毡的之間，即今克孜勒奧爾達附近。儘管這座城市幾乎鮮為人知，但它曾是藍帳汗國首都。這個名字的意思是“避難所”。馬赫穆德·喀什噶里明確指出這是烏古斯人的城鎮。
在十世紀時，這裡是伊斯蘭世界的邊界，烏古斯人和南方的穆斯林國家交易產品，其中以弓為大宗。在十二世紀，它是欽察-庫曼邦聯的首都（當時仍是異教徒）並且受到穆斯林“加齊”襲擊。已知至少曾有兩次入侵，一次發生在1152年，一次發生在1195年，並與花剌子模帝國有關。
在13世紀初，阿拉乌丁·摩诃末征服該城並併入帝國，在1220年成吉思汗圍困後征服了該地區。人口被屠殺（後劃入藍帳汗國）。
在14世紀後期被併入帖木兒帝國，在1428年八剌汗向沙哈魯索要該城但被拒絕，八剌汗打敗帖木兒帝國並佔領該城（在1428年他死後帖木兒帝國收回該城）。之後昔班家族烏茲別克汗國的建立者阿布海兒於1446年攻擊該城（昔班尼生於此地），之後又受卡爾梅克人攻擊。在16世紀，它屬於哈薩克汗國，但失去了重要性，並最終消失了。